# Stella Donnelly
Stella Donnelly (née le 10 avril 1992 en Australie-Occidentale) est une musicienne australienne.

## Biographie
Née en Australie-Occidentale d'une mère galloise, elle passe une partie de son enfance à Morriston, au Pays de Galles, avant de s'installer avec sa famille à Perth, en Australie.
Stella Donnelly commence à chanter lorsqu'elle rejoint un groupe de rock au lycée (Irene McCormack Catholic College), qui interprète des reprises de Green Day. Après le lycée, Donnelly étudie la musique contemporaine et le jazz à la Western Australian Academy of Performing Arts (WAAPA). Donnelly fait partie des groupes Boat Show et Bell Rapids avant de les quitter pour poursuivre sa carrière solo. 
En 2017, alors qu'elle occupe deux emplois dans l'hôtellerie et qu'elle joue dans un groupe, Donnelly sort une collection de cinq titres démo qui forment son premier EP, Thrush Metal. Il sort en format numérique et en cassette via le label de Healthy Tapes, basé à Melbourne,. En 2018, l'EP est réédité aux États-Unis par le label américain Secretly Canadian,,.
Stella Donnelly sort son premier album studio, Beware of the Dogs, le 8 mars 2019 chez  Secretly Canadian, largement salué par la critique, notamment Robert Christgau, qui le qualifie d'« encyclopédie musicale des trous du cul [masculins] ». Lors des ARIA Music Awards de 2019, Beware of the Dogs est nommé dans la catégorie « percée musicale » En octobre 2019, Donnelly est placée au sixième rang dans la liste de Happy Mag des 15 artistes féminines australiennes qui « changent la donne ». 

## Discographie partielle

### Albums studio
- 2019 : Beware of the Dogs (15e place des ARIA Charts[13])
- 2022 : Flood

### EP
- 2017 : Thrush Metal

## Distinctions notables

### AIR Awards
| Année | Nommé              | Prix                                   | Résultat   | Réf. |
| ----- | ------------------ | -------------------------------------- | ---------- | ---- |
| 2018  | Elle-même          | Meilleur artiste indépendant           | Nomination | ,    |
| 2018  | Elle-même          | Meilleure percée musicale indépendante | Nomination | ,    |
| 2020  | Beware of the Dogs | Album indépendant de l'année           | Lauréat    | ,    |
| 2020  | Beware of the Dogs | Meilleur album ou EP indépendant       | Lauréat    | ,    |
| 2020  | Stella Donnelly    | Meilleure percée musicale indépendante | Nomination | ,    |

### APRA Awards
| Année | Nommé             | Prix               | Résultat       | Réf.   |
| ----- | ----------------- | ------------------ | -------------- | ------ |
| 2018  | Boys Will Be Boys | Morceau de l'année | Présélectionné | [ 18 ] |
| 2020  | Old Man           | Morceau de l'année | Présélectionné | [ 19 ] |